# Trương Kính Phu
Trương Kính Phu  (giản thể: 张劲夫; phồn thể: 張勁夫; bính âm: Zhāng Jìngfū hoặc Zhāng Jìnfū; 6 tháng 6 năm 1914 - 31 tháng 7 năm 2015) là một chính khách của Cộng hòa Nhân dân Trung Hoa. Ông từng là Tỉnh trưởng Chính phủ Nhân dân tỉnh An Huy và Bí thư Tỉnh ủy tỉnh An Huy, Bộ trưởng Bộ Tài chính, và Ủy viên Quốc vụ Hội đồng Nhà nước lần thứ 5 và thứ 6.
Ông là Ủy viên dự khuyết của Ủy ban Trung ương Đảng Cộng sản Trung Quốc khóa 8, ủy viên của Ủy ban Trung ương khóa 11 và 12, ủy viên Thường vụ của Hội nghị Hiệp thương Chính trị Nhân dân Trung Quốc lần thứ 3 và thứ 4, và Ủy viên Thường vụ của Ủy ban Cố vấn Trung ương Đảng Cộng sản Trung Quốc.

## Tiểu sử
Trương Kính Phu tên khai sinh là Trương Thế Đức, sinh trong một gia đình làm nông nghiệp ở huyện Phì Đông, tỉnh An Huy, vào ngày 6 tháng 6 năm 1914. Năm 1930, ông theo học trường Nam Kinh Hiểu Trang (南京 晓 庄 学校), được sáng lập bởi Đào Hàng Trí, một người Trung Quốc nổi tiếng về giáo dục. Ông trở thành một biên tập viên của Giáo dục Đời sống (《生活 教育》) vào năm 1931. Vào mùa đông năm 1932, ông là một giáo viên, và sau đó là chủ tịch của Trường Đại Trường Sơn Hải Công (大 场 山海 工 学 团).
Ông gia nhập Đảng Cộng sản Trung Quốc vào tháng 12 năm 1935 và làm việc tại Thượng Hải. Năm 1937, sau khi Chiến tranh Trung-Nhật lần thứ hai bùng nổ, Thượng Hải bị quân đội Nhật chiếm đóng, ông lui về Vũ Hán, thủ phủ của tỉnh Hồ Bắc.
Ông được bổ nhiệm làm người đứng đầu Ban Tuyên truyền của chính quyền tỉnh An Huy vào tháng 4 năm 1938. Một năm sau, ông trở thành phó giám đốc Bộ Chính trị của trụ sở Giang Bắc của Tân Tứ quân.
Vào tháng 1 năm 1940, ông là Bí thư Tỉnh ủy tỉnh Tân Phố Lộ Đông, và đồng thời là Giám đốc Bộ Chính trị Biệt đội năm của Tân Tứ quân. Một năm sau đó, ông trở thành phó giám đốc Bộ Chính trị của Sư đoàn hai của Tân tứ quân.
Vào tháng 2 năm 1942, ông Ủy viên chính trị của Lữ đoàn bốn, Sư đoàn hai của Tân tứ quân, và đồng thời là người đứng đầu Sở Tuyên truyền Hoài Nam.
Năm 1949, ông được bổ nhiệm làm Phó Thị trưởng và Phó Bí thư Thành ủy Hàng Châu, thủ phủ của tỉnh Chiết Giang. Sau khi thành lập nước Cộng hoà Nhân dân Trung Hoa, ông phục vụ trong nhiều chức vụ khác nhau ở chính quyền tỉnh Chiết Giang.
Năm 1956, ông trở thành Phó Chủ tịch Viện Hàn lâm Khoa học Trung Quốc, là trợ lý của Chủ tịch Quách Mạt Nhược.
Vào tháng 1 năm 1975, ông được thăng chức trở thành Bộ trưởng Tài chính Trung Quốc, ông giữ này cho đến tháng 8 năm 1979.
Năm 1980, ông là Tỉnh trưởng và Bí thư Tỉnh ủy An Huy, thay thế cho Vạn Lý.
Năm 1982, ông được bổ nhiệm làm giám đốc của Ủy ban Kinh tế Quốc gia và Ủy viên Quốc vụ Trung Quốc.
Ông được bầu làm Ủy viên Thường vụ của Ủy ban Cố vấn Trung ương trong Đại hội Toàn quốc lần thứ 13 của Đảng Cộng sản Trung Quốc.
Ông qua đời vì bệnh ở Bắc Kinh, ngày 31 tháng 7 năm 2015. Thi hài ông được hỏa táng vào ngày 6 tháng 8 năm 2015. Bảy lãnh đạo cấp cao của Trung Quốc đã tham dự đám tang tại Nghĩa trang cách mạng Bát Bảo Sơn ở phía tây Bắc Kinh.

## Cuộc sống cá nhân
Ông kết hôn với Hồ Hiểu Phong, họ có hai con trai, Trương Bột Hải và Trương Mao. Trương Mao, người đã kết hôn với con gái của cựu Phó Thủ tướng Cốc Mục, từng là Bộ trưởng Bộ Quản lý Nhà nước về Công nghiệp và Thương mại.